# Krásnaya Gorá (Briansk)
Krásnaya Gorá (ruso: Кра́сная Гора́) es un asentamiento de tipo urbano de Rusia, capital del raión homónimo en la óblast de Briansk.
En 2021, el territorio del asentamiento tenía una población de 5691 habitantes, de los cuales 5504 vivían en el propio asentamiento y el resto repartidos en ocho pedanías, de las cuales solamente tres superan los cien habitantes: las aldeas (derevni) de Baturovka, Selets y Dúbenets.
Se ubica a orillas del río Besed, unos 50 km al noroeste de Klintsý, cerca de la frontera con Bielorrusia.

## Historia
Se conoce la existencia del pueblo en documentos desde 1387 y su topónimo original era "Popova Gorá" (Попова Гора). En 1648 tuvo lugar aquí una batalla de la rebelión de Jmelnitski. Adoptó su actual topónimo en 1922. La Unión Soviética le dio el estatus de capital distrital en 1929 y el de asentamiento de tipo urbano en 1968.